# Fläckkungsfiskare
Fläckkungsfiskare (Actenoides lindsayi) är en fågel i familjen kungsfiskare inom ordningen praktfåglar.

## Utseende och läte
Fläckkungsfiskaren är en medelstor kungsfiskare med slående fjäderdräkt. Dem är vitaktig under med mörkt fjällat utseende. Ovansidan är mörkgrön med beigefärgade fläckar. Den har vidare en tvåfärgad näbb med svart övre näbbhalva och orangefärgad nedre. Noterbart är ett brett svart band genom ögat som når huvudets baksida samt grön hjässa och övergump. Hanen är rostfärgad i ett halsband samt på strupen och i ett band under ögat. Den har även lysande blått i ett mustaschstreck samt i ett band bakom ögat som hos honan istället är grönt. Sången som avges i gryningen består av enkla fallande visslingar. 

## Utbredning och systematik
Fläckkungsfiskare delas in i två distinkta underarter med följande utbredning:
- A. l. lindsayi – norra Filippinerna (Luzon, Marinduque och Catanduanes)
- A. l. moseleyi – skogar på Negros (centrala Filippinerna)

## Status och hot
Arten har ett stort utbredningsområde, men tros minska i antal, dock inte tillräckligt kraftigt för att den ska betraktas som hotad. Internationella naturvårdsunionen IUCN listar därför arten som livskraftig (LC).

## Namn
Fågelns vetenskapliga artnamn hedrar Hugh Hamilton Lindsay, (1802-1881) brittisk tjänsteman, politiker, naturforskare och samlare av specimen.